# Hideki Tachibana
Hideki Tachibana (jap. 立花 秀樹, Tachibana Hideki; * um 1975) ist ein japanischer Jazzmusiker (Altsaxophon).
Hideki Tachibana arbeitete ab Ende der 1990er-Jahre in der japanischen Free-Jazz-Szene u. a. im Shibusa Shirazu Orchestra, mit dem er auch in Europa tourte, außerdem in der Formation Ten-nen Club (mit Masaharu Shoji, Kenichi Matsumoto, Kentarō Suzuki, Shoji Hano, Syusuke Suzuki). 2008 trat er u. a. auf dem Vilnius Jazz Festival mit dem Saxophon-Quintett SXQ (mit Kenichi Matsumoto, Daisuke Fujiwara, Ryuichi Yoshida, Masaya Kimura).
In den 2010er-Jahren arbeitete er u. a. mit dem Bassisten Daisuke Fuwa im Duo Maru im Hiroaki Katayama Quartett (Unlimited Standard, 2011, mit Fumio Itabashi, Yoshio Ikeda, Shōta Koyama) und im Quartett AAS (mit Yamaguchi Koichi, Kaido Yutaka und Isobe Jun).